# Hasenbacher Teich

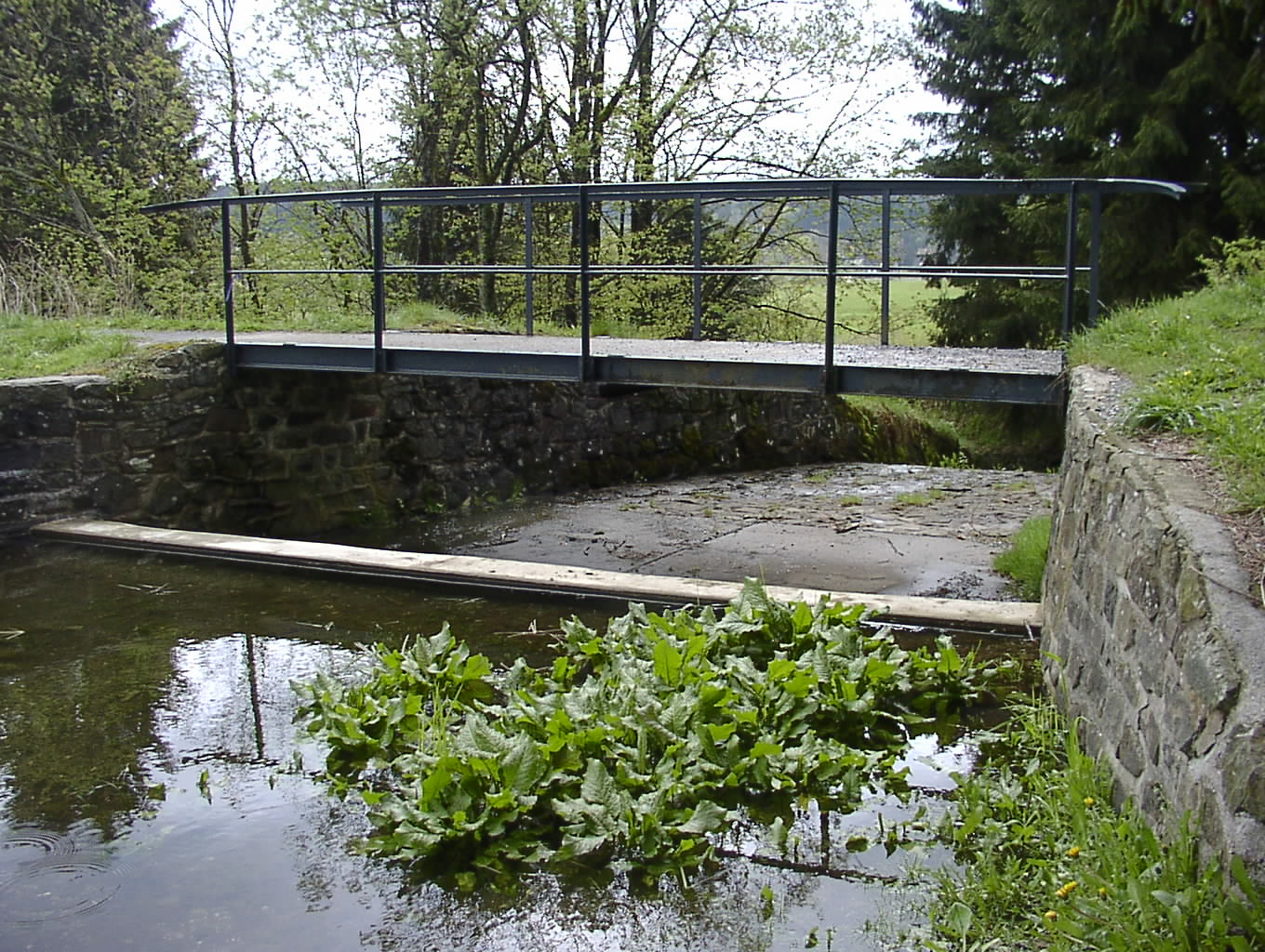
Hasenbacher Teich: Hochwasserentlastungsanlage

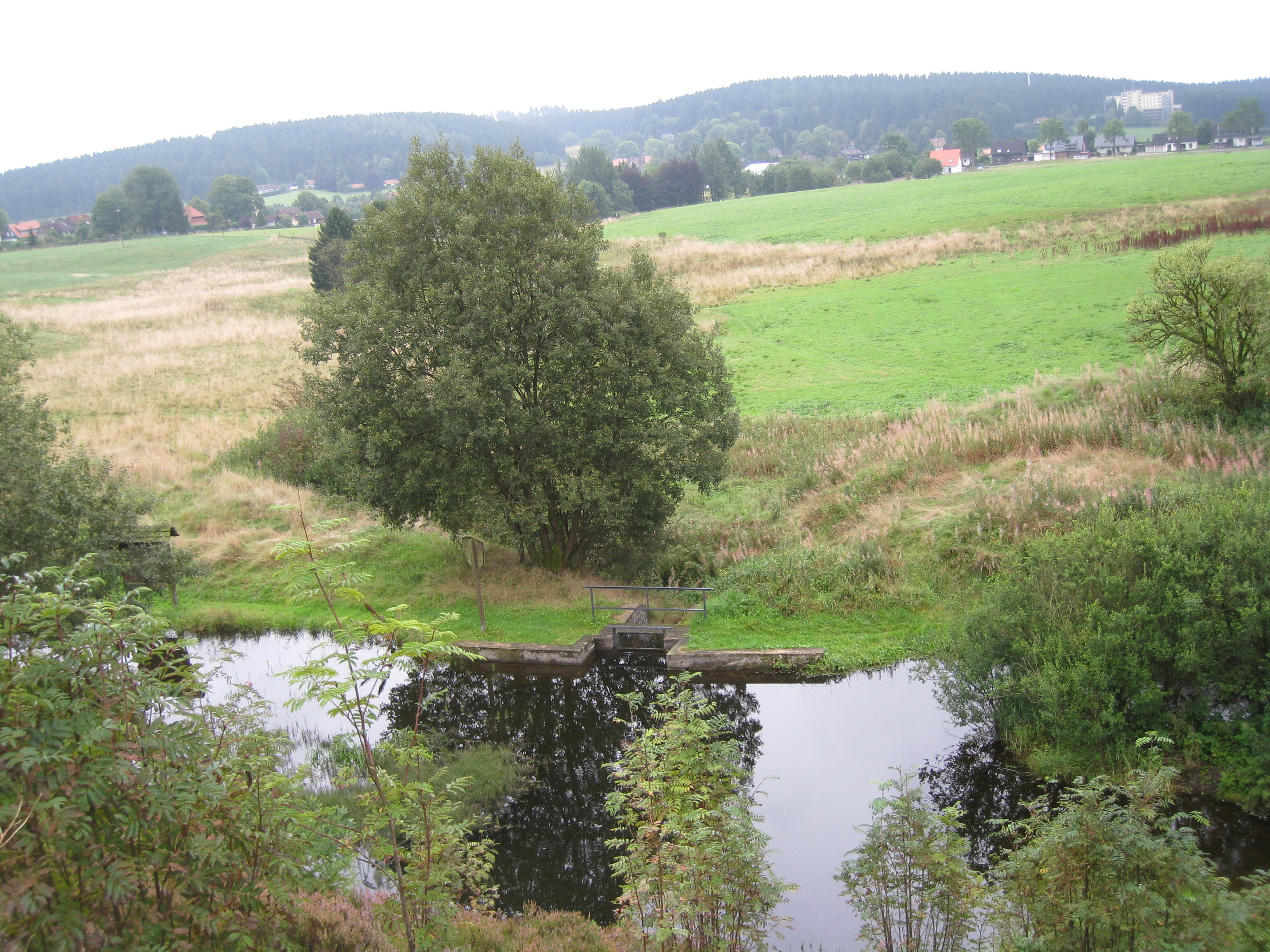
Hasenbacher Teich: Striegelwiderwaage unterhalb des Dammes

Der Hasenbacher Teich ist eine historische Talsperre bei Clausthal-Zellerfeld. Er wurde im Zusammenhang mit dem Oberharzer Wasserregal von Oberharzer Bergleuten im 17. Jahrhundert angelegt. Wie alle Oberharzer Teiche ist auch der Hasenbacher Teich seit dem Jahr 2010 Bestandteil des UNESCO-Weltkulturerbes Bergwerk Rammelsberg, Altstadt von Goslar und Oberharzer Wasserwirtschaft.

## Lage
Der Teich liegt etwa zwei Kilometer südlich der Doppelstadt Clausthal-Zellerfeld und einen Kilometer nordwestlich des Ortsteiles Buntenbock. Unterhalb befindet sich der Prinzenteich. Nach weiteren 15 Kilometer Fließweg gelangt das Wasser in die Innerstetalsperre.

## Beschreibung
Der Staudamm wurde als Erdbauwerk, das heißt mit einer Erd- und Felsschüttung, erstellt. Dieses Dammschüttmaterial wurde örtlich gewonnen und ist von überwiegend steiniger Substanz. Die Dichtung besteht aus Rasensoden und verläuft entlang der wasserseitigen Böschung. Es handelt sich um einen Teich der „Alten Bauart“.
Als Grundablass dient nach wie vor ein Holzgerenne, welches möglicherweise aus der Bauzeit stammt. Er wird seit den 1970er Jahren hydraulisch von der Dammkrone aus betätigt. 
Die Hochwasserentlastungsanlage befindet sich am westlichen Dammende. Sie besteht in der Sohle aus Stahlbeton, seitlich aus Bruchsteinmauerwerk und stammt vermutlich aus den 1950er oder 1960er Jahren. 
Sowohl Grundablass (Striegel), als auch Hochwasserentlastungsanlage (Ausflut, Überlauf) münden in einen kleinen Teich unmittelbar unterhalb des Dammes, der Striegelwiderwaage. Sie hat einerseits den Sinn, das Holzgerenne des Grundstriegels stets unter Wasser zu halten, damit es zu keinen Verrottungsprozessen kommt. Sie erhält aber auch von Osten Wasser aus dem Oberen Rosenhöfer Fall, einem Stollensystem, welches bereits Wasser aus dem Schwarzenbacher, Pixhaier und Bärenbrucher Teich heranführt und es gemeinsam mit dem Wasser aus dem Hasenbacher Teich weiter nach Nordnordosten zur damaligen Grube Rosenhof weiterleitet, wo es über mehrere Jahrhunderte als Aufschlagwasser zur Kraftversorgung des Bergwerkes diente.

## Bauwerkshistorie
Das Bauwerk wurde 1660 errichtet. Es diente vorrangig der Versorgung der Grube Rosenhof, nach deren Stilllegung bis 1981 dem Kraftwerk im Ottiliaeschacht. 
Außer gelegentlichen Reparaturarbeiten an der Hochwasserentlastungsanlage sind umfangreiche Untersuchungen und Verpressarbeiten bezüglich einer Umläufigkeit entlang des östlichen Hanges zu nennen, die in den Jahren von 1997 bis 2000 erfolgt sind. Die Ölhydraulik zur Bedienung des Grundstriegels wurde zuletzt 1992 erneuert. 2011 wurde der Damm zum Ausgleich vorangegangener Setzungen und zum Ausbau auf das Bemessungshochwasser um bis zu 19 cm erhöht.

## Einzugsgebiet, Wasserwirtschaft
Das 0,73 km² große Einzugsgebiet des Hasenbacher Teiches besteht zum größten Teil aus Wiesen- und Waldflächen. In der äußersten nördlichen Peripherie gibt es Randbereiche von Siedlungsflächen, im Westen bildet im Wesentlichen die Bundesstraße 243 die Wasserscheide. 
Der Teich wird als Überlaufteich betrieben; der Grundablass wird nur zu Kontrollzwecken und bei bestimmten Maßnahmen betätigt. Ansonsten verlässt das zufließende Wasser den Teich über den Überlauf.

## Sonstiges
Fischereitechnisch ist der Teich an einen örtlichen Angelverein verpachtet. Er ist als Salmonidengewässer vor allem mit Bach- und Regenbogenforelle besetzt. Gastkarten können an mehreren Stellen erworben werden.